# High Spen
High Spen – wieś w Anglii, w hrabstwie ceremonialnym Tyne and Wear, w dystrykcie metropolitalnym Gateshead. Leży 12 km na południowy zachód od centrum Newcastle i 396 km na północ od Londynu.